# Ronde van het Baskenland 2024 (vrouwen)
De Ronde van het Baskenland voor vrouwen werd in 2024 verreden van 10 tot en met 12 mei, onder de plaatselijke naam Itzulia Women. De wedstrijd maakte deel uit van de UCI Women's World Tour 2024. De vorige editie werd gewonnen door de Zwitserse Marlen Reusser. Deze editie werd gewonnen door de Nederlands kampioene Demi Vollering, die ook de eerste editie won. 
Europees kampioene Mischa Bredewold won de eerste en tweede etappe in een massasprint en een sprint met een kopgroep van drie rensters. In de derde en laatste etappe ging Vollering er alleen vandoor op een lastige klim en won zo de rit en de ronde. Daarmee won Team SD Worx-Protime alle ritten en algemene klassementen sinds de eerste editie in 2022. Vollering won eveneens het punten- en bergklassement. Het jongerenklassement ging net als de vorige editie naar de Nieuw-Zeelandse Ella Wyllie, dit jaar voor Liv AlUla Jayco uitkomend. SD Worx-Protime won het ploegenklassement.

## Deelnemende ploegen
Tien World Tourploegen namen deel, aangevuld met tien continentale ploegen.

## Etappe-overzicht
| etappe | datum  | start                  | finish                 | afstand  | type      | winnaar          | klassementsleider |
| ------ | ------ | ---------------------- | ---------------------- | -------- | --------- | ---------------- | ----------------- |
| 1      | 10 mei | Vitoria-Gasteiz        | Elgoibar               | 140 km   | Heuvelrit | Mischa Bredewold | Mischa Bredewold  |
| 2      | 11 mei | Basauri                | Basauri                | 104 km   | Heuvelrit | Mischa Bredewold | Mischa Bredewold  |
| 3      | 12 mei | Donostia-San Sebastián | Donostia-San Sebastián | 114,9 km | Heuvelrit | Demi Vollering   | Demi Vollering    |

## Klassementenverloop
| Etappe       | Winnaar          | Algemeen klassement · | Puntenklassement · | Bergklassement ·   | Jongerenklassement · | Ploegenklassement |
| ------------ | ---------------- | --------------------- | ------------------ | ------------------ | -------------------- | ----------------- |
| 1            | Mischa Bredewold | Mischa Bredewold      | Mischa Bredewold   | Valentina Cavallar | Josie Nelson         | SD Worx-Protime   |
| 2            | Mischa Bredewold | Mischa Bredewold      | Mischa Bredewold   | Valentina Cavallar | Shirin van Anrooij   | SD Worx-Protime   |
| 3            | Demi Vollering   | Demi Vollering        | Demi Vollering     | Demi Vollering     | Ella Wyllie          | SD Worx-Protime   |
| 0Eindstanden | 0Eindstanden     | Demi Vollering        | Demi Vollering     | Demi Vollering     | Ella Wyllie          | SD Worx-Protime   |

Mannen:
1924 · 1925 · 1926 · 1927 · 1928 · 1929 · 1930 · 1931–1934 · 1935 · 1936–1968 · 1969 · 1970 · 1971 · 1972 · 1973 · 1974 · 1975 · 1976 · 1977 · 1978 · 1979 · 1980 · 1981 · 1982 · 1983 · 1984 · 1985 · 1986 · 1987 · 1988 · 1989 · 1990 · 1991 · 1992 · 1993 · 1994 · 1995 · 1996 · 1997 · 1998 · 1999 · 2000 · 2001 · 2002 · 2003 · 2004 · 2005 · 2006 · 2007 · 2008 · 2009 · 2010 · 2011 · 2012 · 2013 · 2014 · 2015 · 2016 · 2017 · 2018 · 2019 · 2020 · 2021 · 2022 · 2023 · 2024 · 2025
Vrouwen: 
2022 · 2023 · 2024 · 2025
Tour Down Under ·
Cadel Evans Great Ocean Road Race ·
Ronde van de Verenigde Arabische Emiraten ·
Omloop Het Nieuwsblad ·
Strade Bianche ·
Ronde van Drenthe ·
Trofeo Alfredo Binda-Comune di Cittiglio ·
Brugge-De Panne ·
Gent-Wevelgem ·
Ronde van Vlaanderen ·
Parijs-Roubaix ·
Amstel Gold Race ·
Waalse Pijl ·
Luik-Bastenaken-Luik ·
Ronde van Spanje ·
Ronde van het Baskenland ·
Ronde van Burgos ·
RideLondon Classic ·
Ronde van Groot-Brittannië ·
Ronde van Zwitserland ·
Ronde van Italië ·
Ronde van Frankrijk ·
GP de Plouay-Bretagne ·
Ronde van Romandië ·
Simac Ladies Tour ·
Ronde van Chongming ·
Ronde van Guangxi
Afgelaste wedstrijden: Ronde van Scandinavië